# 上海气象博物馆
上海气象博物馆（英語：Shanghai Meteorological Museum）是一座位于上海的气象主题博物馆。

## 历史
2016年6月建成开放，前身为徐家汇观象台旧址，隶属于上海市气象局，位于上海徐汇区蒲西路166号。博物馆占据建筑物二楼和三楼空间，展览总面积近2,000平方米。

## 营业时间
- 周二至周日：上午十点至下午四点
- 周一闭馆

## 交通
- 上海轨道交通1号线、9号线、11号线徐家汇站